# Mại dâm tại Campuchia
Mại dâm ở Campuchia là bất hợp pháp, nhưng phổ biến. Luật Chống buôn người và Khai thác Tình dục của Campuchia năm 2008  đã gây nhiều tranh cãi, với những lo ngại quốc tế liên quan đến lạm dụng quyền con người do nó gây ra, như được nêu trong Báo cáo Nhân quyền năm 2010. 

## Lịch sử
Mua bán dâm đã tồn tại ở Campuchia trong rất nhiều thế kỷ trước, nhưng những sự kiện của thế kỷ 20 tạo ra một tình huống rất không ổn định. Trong những năm Khmer Đỏ (1975-1979), mại dâm đã bị cấm hoàn toàn và bị trừng trị bằng án tử dẫn đến việc thực sự loại bỏ nó trong một chế độ xã hội độc đoán cao. Dưới thời đại mới của Nhà nước Campuchia mới (1979-1993) tình dục thương mại bắt đầu xuất hiện lại. Sau khi Campuchia hòa bình trở lại, khoảng 20.000 nam quân nhân và nam nhân viên dân sự của Cơ quan Chuyển tiếp Liên hợp quốc tại Campuchia (UNTAC) (1992-1993) đã đến Campuchia cùng với nhiều tổ chức phi chính phủ và các lợi ích kinh doanh từ nước ngoài, tạo ra một thị trường mới cho dịch vụ tình dục ở một nước rất nghèo. UNTAC đã làm rất ít để ngăn chặn sự tăng trưởng của mại dâm trong nước. Norodom Sihanouk đã có rất nhiều ý kiến về toàn bộ hoạt động của UNTAC, vì sự có mặt của các lính ngoại quốc của Liên Hợp Quốc đã khiến ông phải đối mặt với sự lạm dụng và làm nhục phụ nữ Campuchia.
Sau khi UNTAC rút lui vào tháng 8 năm 1993, nhu cầu giảm và số lượng các cơ sở mại dâm và gái mại dâm giảm rõ ràng. Đến giữa năm 1994, con số này bắt đầu tăng trở lại trong thời kỳ bất ổn chính trị. Vào giữa những năm 1990, cảnh sát đã quấy rối gái mại dâm, nhưng cũng sở hữu nhiều nhà thổ, được chia thành nhóm của người Việt hoặc người Khmer. Người bán dâm từ 15 đến 18 tuổi không phải là hiếm, nhưng một số cơ sở, chẳng hạn như ở Toul Kork và Svay Pak, chuyên cung cấp người bán dâm trẻ. Các tổ chức phi chính phủ trở nên lo ngại bởi sự gia tăng nạn mại dâm trẻ em cùng với số lượng phụ nữ và trẻ em bị bắt cóc bán cho mại dâm. Đến năm 1995, có vẻ như phụ nữ từ một số quốc gia lân cận đã nhập cảnh vào Campuchia. Mối quan tâm quốc tế đã được nâng lên và một số cuộc khám xét đã được tiến hành, trong đó có một của Tổ chức Tư pháp Quốc tế (2004). Điều này đã ảnh hưởng đến việc chuyển dịch những người bán dâm
Số lượng gái mại dâm ở Campuchia tăng từ khoảng 6.000 tại thời điểm Hiệp định Hòa bình Paris năm 1991, lên tới hơn 20.000 sau khi nhân viên của UNTAC đến vào năm 1992, và giảm xuống còn 4.000-10.000 sau họ rút đi.
Luật phòng chống buôn bán người và sử dụng tình dục đã được ban hành vào năm 2008. Nó trừng trị nạn buôn người, quản lý gái mại dâm và duy trì một nhà chứa, cũng như kêu gọi công khai và phân phối nội dung khiêu dâm. Chỉ hành động trao đổi tình dục vì tiền không bị coi là phi pháp.
Mạng lưới Phụ nữ vì sự đoàn kết là một tổ chức mại dâm người Campuchia được thành lập vào năm 2000. Nó vận động hành lang về quyền con người và hợp pháp và điều kiện làm việc tốt hơn cho người bán dâm và nhằm mục đích sửa đổi luật năm 2008.
Campuchia tiếp nhận gái mại dâm Việt Nam.

## Du lịch tình dục
Campuchia có một vấn đề về du lịch tình dục trẻ em. Một số trẻ em được bố mẹ của họ bán, những người khác bị cám dỗ bởi những gì họ nghĩ là những việc làm hợp pháp như bồi bàn. Pimps được báo cáo là bắt giam những đứa trẻ là những người đồng trinh, không đưa họ làm việc cho đến khi họ được trình bày cho một loạt các nhà thầu như các quan chức cao cấp, chính trị gia, doanh nhân và khách du lịch nước ngoài. Các cô gái trẻ làm việc trong các nhà chứa là những nô lệ tình dục. Họ không nhận tiền, chỉ có lương thực, và có người bảo vệ vũ trang để ngăn họ không bỏ trốn. Trẻ em thường bị giam giữ, bị đánh đập, và bị đói khát để buộc họ phải đi làm mại dâm. Cơ quan Nhập cư và Hải quan Hoa Kỳ đã dẫn độ du khách tình dục Mỹ về nhà để truy tố. Người bán dâm trẻ em ở Việt Nam chiếm 1/3 gái mại dâm trẻ em ở Campuchia, và nhà thổ Campuchia tuyển dụng gái và phụ nữ từ Việt Nam.

## Bạo lực đối với gái mại dâm
Bạo lực đối với gái mại dâm, đặc biệt là hiếp dâm tập thể, được gọi là bauk ở Campuchia, rất phổ biến. Người phạm tội bao gồm khách hàng và cảnh sát. Theo một số nguồn tin, các cuộc tấn công như vậy không bị xã hội lên án, vì sự kỳ thị cực kỳ của gái mại dâm  - một cuộc khảo sát ý kiến về bauk cho thấy chỉ có 13% nam giới và 13% nữ giới phỏng vấn cho rằng tình dục bắt buộc một nhóm đàn ông trên một gái mại dâm bị hãm hiếp. Phản ứng phổ biến nhất - 33,4% nam giới và 40,7% phụ nữ - là bauk nguy hiểm vì có khả năng lây truyền bệnh lây truyền qua đường tình dục; 12,5% nam giới và 8,1% nữ giới nói rằng hiếp dâm tập thể chống lại gái mại dâm không gây tổn hại cho ai vì phụ nữ là gái mại dâm và có nhiều nam giới; trong khi 12,7% nam giới và 16,7% nữ giới nói rằng tốt hơn là điều này xảy ra với gái mại dâm hơn so với phụ nữ khác. Mặc dù sự kỳ thị xã hội đối với gái mại dâm, trả tiền cho tình dục là rất phổ biến ở nam giới ở Campuchia, trong khi văn hoá Khmer đòi hỏi sự trinh khiết của phụ nữ, nó kết nối nam tính với hoạt động tình dục và kết quả là gái mại dâm là đối tượng của hầu hết những người đàn ông trẻ gặp phải tình thanh thiếu niên và tuổi trưởng thành sớm. Bạo lực giới tính lan tràn với gái mại dâm cũng được mô tả trong một báo cáo của Tổ chức Ân xá Quốc tế năm 2010, được gọi là Bắn phá im lặng - Bạo lực tình dục ở Cambodia.

## Sức khỏe cộng đồng
Campuchia có tỉ lệ nhiễm HIV và AIDS cao, là một trong những quốc gia bị ảnh hưởng nặng nề nhất ở Châu Á. Đến năm 1995, có khoảng từ 50.000 đến 90.000 người Campuchia bị ảnh hưởng bởi AIDS, theo ước tính của WHO. Truyền lây chủ yếu qua tiếp xúc tình dục khác giới. Các yếu tố góp phần vào điều này bao gồm nghèo đói, sự hiện diện của các bệnh lây truyền qua đường tình dục khác tạo điều kiện cho việc truyền HIV, và lực lượng lao động di động rất cao. [Cần dẫn nguồn] Mẫu này cũng được thấy trong số người lao động mại dâm. Cải thiện đã được nhìn thấy trong thập kỷ qua [khi nào?] Với việc quảng bá bao cao su. Từ năm 2001, đã có một chương trình "100% bao cao su" tại chỗ, thúc đẩy tình dục an toàn.

## Phản đối giao dịch tình dục
Bộ Ngoại giao Hoa Kỳ thường lên án Campuchia vì buôn bán tình dục của họ và hạ cấp phân loại đất nước vào năm 2004.
Somaly Mam đã tạo một  số câu chuyện chống buôn người để thu hút sự đóng góp của viện trợ nước ngoài. Mam đã điều hành Quỹ AFESIP, điều này đã có ảnh hưởng trong việc giúp các công an đột kích các khách sạn và bắt cóc các nhân viên của họ.
Một số nhà bình luận quốc tế đã ghi nhận rằng ngành công nghiệp may mặc ở Campuchia đang bị lạm dụng  và những nỗ lực để dỡ bỏ gái mại dâm trong các nhà chứa và cho họ việc làm quần áo có thể gây trở ngại nếu một số người quay trở lại các nhà chứa.